# Organtransplantation in China

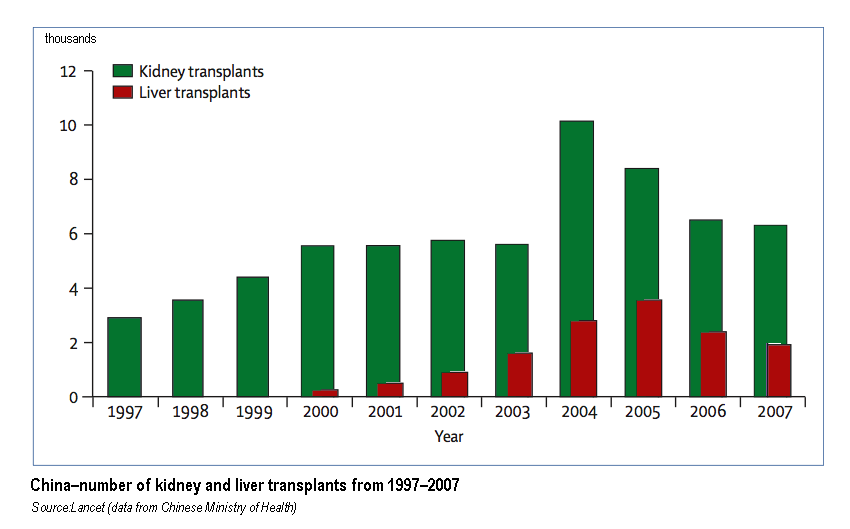
Trend in Nieren- und Lebertransplantationen in der Volksrepublik China (1997–2007)

In den 1960er-Jahren wurden erstmals Organtransplantationen in China vorgenommen. 2004 betrieb China mit über 13.000 Transplantationen eines der umfangreichsten Organtransplantationsprogramme der Welt und betreibt in diesem Bereich eine fortschrittliche Chirurgie, die unter anderem Gesichtstransplantationen mit Knochen einschließt. Zwischen den Jahren 2000 und 2016 fanden an 712 Leber- und Nierentransplantationszentren in ganz China jährlich zwischen 60.000 und 100.000 Organtransplantationen statt, jedoch ohne dass China über ein funktionsfähiges Organspende-System verfügt. Berichte wie der Kilgour-Matas-Gutmann-Untersuchungsbericht zeigen, dass ein großer Teil davon stattdessen aus Organraub von hingerichteten Gefangenen und ermordeten politischen Gegnern, etwa Falun-Gong-Anhängern, stammt.

## Geschichte
Anfang des 20. Jahrhunderts fanden erste Experimente mit menschlichen Organtransplantationen in der Medizin statt. Vorreiter war der französische Chirurg Alexis Carrel. Erfolgreiche Transplantationen konnten schließlich nach dem Zweiten Weltkrieg durchgeführt werden. China führte 1972 die erste Nierentransplantation mit Lebendspende durch, und 1981 fand die erste erfolgreich verlaufende allogene Knochenmarkstransplantation an einem Leukämiepatienten statt. Die erste verifizierbare Lebertransplantation von einem Lebendspender wurde 1995 durchgeführt, sieben Jahre nach der ersten Lebertransplantation überhaupt, die in São Paulo, Brasilien, stattgefunden hatte.
China begann in den 1960er Jahren mit Organtransplantationen, die zunächst noch eher selten durchgeführt wurden, ab dem Jahr 2000 jedoch sprunghaft anstiegen und im Jahr 2004 mit über 13.000 Organtransplantationen ihren ersten Höhepunkt erreichten. Zwischen Januar 2001 und Oktober 2003 erhielten bereits 45 Patienten in fünf verschiedenen Krankenhäuser Lebertransplantationen von Lebendspendern. Ärzte des Krankenhauses Xijing der Vierten Militärmedizinischen Universität dokumentierten 2002 drei Fälle von Lebertransplantationen mit Lebendspenderorganen. Chinesische Medien berichteten 2002, dass Zheng Wei an der Universität Zhejiang der 34-jährigen Tang Fangfang einen vollständigen Eierstock von deren Schwester transplantiert habe. 2003 kam es zum Hirntod eines Patienten, der dadurch verursacht wurde, dass bei ihm die Beatmung abgestellt worden war. Nach Bekanntwerden dieses Vorfalls kam es im Bereich der Medizinethik und der Transplantationsgesetzgebung zu Veränderungen, wodurch es möglich wurde, die erste erfolgreiche Organtransplantation mit Organen eines Hirntodpatienten durchzuführen. Zwischen Oktober 2003 und Juli 2006 führte das West China Hospital im Universitätsklinikum der Universität Sichuan alleine bereits 52 Lebertransplantationen von Lebendspendern durch. Im Oktober 2004 wurden am Transplantationszentrum des Universitätsklinikums der Universität Peking zwei Lebertransplantationen von Lebendspendern mit komplexer Blutgefäßanatomie durchgeführt. Das Militärkrankenhaus Xijing nahm im April 2006 bei Li Guoxing eine Gesichtstransplantation vor, bei der Wange, Oberlippe und Nase wiederhergestellt wurden. Diese waren von einem Kragenbären verstümmelt worden, als Li seine Schafherde beschützen wollte. Im Militärkrankenhaus in Guangzhou wurde im September 2006 die erste erfolgreiche Penistransplantation durchgeführt. Dem 44-jährigen Patienten wurde der Penis von einem hirntoten 22-Jährigen transplantiert. Die Operation verlief zwar erfolgreich, musste jedoch 15 Tage später wieder rückgängig gemacht werden, da sowohl der Patient als auch dessen Ehefrau durch den Eingriff ein psychologisches Trauma erlitten hatten. Der für die Durchführung der weltweit ersten Gesichtstransplantation bekannt gewordene Jean-Michel Dubernard bemerkte zu diesem Vorfall, dass dieser viele Fragen aufwerfe und von einigen Seiten kritisiert werde. Zudem wies er auf die vorherrschende Doppelmoral hin: „Ich kann mir nicht vorstellen, welche Reaktionen es vom Ärztestand, von Ethikexperten und von den Medien gegeben hätte, wenn ein europäisches Operationsteam denselben Eingriff durchgeführt hätte.“
Wie das Internationale Komitee des Roten Kreuzes berichtete, konnten durch Chinas Etablierung eines Transplantationsprogramms, zahlreiche Leben gerettet werden, auch wenn es zu einigen Todesfällen aufgrund von Infektionen und Hepatitiserkrankungen gekommen war. Obwohl die Organtransplantationen im Jahre 2005 nach offiziellen Angaben unter 11.000 sanken, besitzt China immer noch eines der größten Transplantationsprogramme weltweit. Darüber hinaus ist China auch im Bereich fortschrittlicher Chirurgie tätig, wie beispielsweise der ersten Gesichtstransplantation einschließlich Muskeln und Knochen, die von Professor Guo Shuzhong ausgeführt wurde. Gleichzeitig führte die Entwicklung des Immunsuppressivums Cyclosporin A, das in der Lage war, die Abstoßungsreaktion des Körpers wesentlich besser zu unterdrücken, dazu, dass Organtransplantate für mehr Personen verwendbar wurden.
In Bezug auf freiwillige Organspenden herrscht in der chinesischen Bevölkerung immer noch starke Zurückhaltung, da dies nicht den traditionellen und kulturellen Werten Chinas entspricht. Darin werden Nieren und Herzen eine symbolische Lebenskraft zugeschrieben, und der Leichnam des Verstorbenen soll unversehrt bestattet werden. Organhandel ist laut chinesischem Gesetz offiziell verboten. Berichte über den Verkauf der Organe von hingerichteten Straftätern in China tauchten seit den 1980er Jahren auf. 1984 legalisierte China schließlich die Organentnahme bei verurteilten Straftätern, wenn die Familie die Einwilligung dazu gibt oder kein Anspruch auf die Leiche erhoben wird.

## Organraub
Obwohl nach chinesischem Gesetz unfreiwillige Organentnahmen verboten sind, wurde 1984 eine Verordnung verabschiedet, welche die Organentnahme bei hingerichteten Straftätern legalisierte, falls der Straftäter selbst oder dessen Angehörige das Einverständnis zur Organentnahme geben würden. Die Verwendung der Organe von hingerichteten Straftätern löste auf internationaler Ebene zunehmende Bedenken bezüglich eines möglichen ethischen Missbrauchs von Einverständniserklärungen unter Zwang und Einflussnahme aus, sodass diese Praktik Anfang der 1990er-Jahre von Medizinern und Menschenrechtsorganisationen verurteilt wurde. Als 2001 ein um Asyl ansuchender chinesischer Chirurg aussagte, selbst an Organentnahmen beteiligt gewesen zu sein, wurden die früher vorgebrachten Einwände wieder aktuell.
2006 tauchten Vorwürfe auf, dass eine große Anzahl Falun-Gong-Praktizierender wegen ihrer Organe getötet wurden, um den Transplantationsmarkt Chinas mit Organen zu versorgen. Eine erste Untersuchung durch den kanadischen Menschenrechtsanwalt David Matas und den ehemaligen Bundesstaatsanwalt und kanadischen Staatssekretär David Kilgour ergab, dass die Herkunft von 41.500 Organen in den Jahren zwischen 2002 und 2005 nicht benannt werden konnten. Die Untersuchung kam zu dem Ergebnis, dass es „in großem Stil zu unfreiwilligen Organentnahmen bei Falun-Gong-Praktizierenden gekommen ist und dies immer noch geschieht“. Eine weitere Untersuchung durch den China-Analytiker und Investigativjournalisten Ethan Gutmann führte bereits 2008 zu ähnlichen Ergebnissen und wurde 2014 in Buchform veröffentlicht. Gutmann schätzt, dass ca. 64.000 Falun-Gong-Praktizierende zwischen 2002 und 2008 wegen ihrer Organe getötet wurden.

### Zum Tode verurteilte Gefangene als Organquellen
Anfang der 1970er Jahre begann China seine Organtransplantationen mit Organen von hingerichteten Häftlingen durchzuführen. Es wurden zwar auch andere Quellen ausprobiert, wie beispielsweise Lebendorgane von hirntoten Patienten, doch gab es dafür keine gesetzlichen Regelungen, was diesen Bereich als Organquelle einschränkte. Deshalb sagte Doktor Klaus Chen im Jahre 2007, dass die vorherrschende Organquelle immer noch die hingerichteten Häftlinge seien.
Der stellvertretende Gesundheitsminister Chinas Huang Jiefu bestätigte im Dezember 2005, dass die Praktik der Organentnahme bei hingerichteten Straftätern weit verbreitet ist. 2007 wurden Verordnungen erlassen, die den kommerziellen Handel von Organen verbieten. Der Chinesische Ärzteverband kam darin überein, die Organe von Gefängnisinsassen nicht mehr für Transplantationen zu verwenden, außer für direkte Angehörige des Verstorbenen. Im Jahre 2008 wurde in Schanghai ein Verzeichnis für Lebertransplantate etabliert, einhergehend mit einem landesweiten Plan, in den Führerschein von freiwilligen Organspendern die betreffenden Informationen zu vermerken.
Trotz dieser Initiativen berichtete im August 2009 China Daily, dass ca. 65 % der transplantierten Organe immer noch von Insassen des Todestraktes stammen würden. Die verurteilten Straftäter wurden jedoch von Huang Jiefu als „ungeeignete Quelle für Organtransplantate“ bezeichnet. 2013 änderte Huang Jiefu seine Sichtweise in Bezug auf die Verwendung der Organe von Gefangenen erneut und stimmte Organspenden von Todeskandidaten zu, die in das neue computerbasierte Verteilungssystem aufgenommen werden sollten. 2014 veröffentlichte Huang Jiefu, dass ab Januar 2015 keine Organe von hingerichteten Gefangenen mehr verwendet werden sollen. Gosteli Hauser von Amnesty International stellte im Oktober 2015 fest, dass Organentnahmen bei Hingerichteten in China immer noch nicht gesetzlich verboten seien. Und nach dem Medizinethiker Norbert Paul und dem Pharmakologen Huige Li klingen Huangs Äußerungen nicht nach einem Ende der Organentnahme bei Hingerichteten.

#### Weltärztebund
Bereits 1985 verurteilte der Weltärztebund in Brüssel den Handel mit menschlichen Organen wegen der Besorgnis, dass ärmere Länder den Mangel an ausreichenden Spenderorganen in wohlhabenden Ländern nutzen könnten, um einen lukrativen Organhandel mit reicheren Ländern aufzubauen. 1987 und 1994 wiederholte der Weltärztebund in Stockholm seine Bedenken und die Verurteilung eines An- und Verkaufs menschlicher Organe.
Ebenfalls 1987 verurteilte der Weltärztebund in Madrid die Praxis, Organe von exekutierten Häftlingen zu verwenden, da es im Grunde nicht möglich sei, herauszufinden, ob Gefangene ihr Einverständnis zur Organspende freiwillig gegeben haben. International wachsenden Bedenken führten schließlich dazu, dass sich in den 1990er Jahren auch medizinische Berufsverbände und Menschenrechtsorganisationen der Verurteilung dieser Praxis anschlossen und die Art und Weise der Organbeschaffung infrage stellten.
Im Mai 2006 verurteilte der Weltärztebund auf seiner Ratsversammlung in Divonne-les-Bains, Frankreich, erneut die Praxis der Organverwendung von Häftlingen und forderte die chinesische Ärztekammer auf, sicherzustellen, dass keine chinesischen Ärzte in die Entnahme von Transplantationsorganen von hingerichteten chinesischen Häftlingen verwickelt werden. Der Weltärztebund verabschiedete gleichzeitig eine Resolution, welche die Wichtigkeit der freien und aufgeklärten Wahl einer Organspende hervorhob. Die Resolution wiederholte damit eine frühere Richtlinie, die Häftlinge als nicht in der Position betrachtet, eine freie Entscheidung treffen zu können, und deren Organe deshalb nicht für Organtransplantationen verwendet werden dürfen.

#### Weltgesundheitsorganisation
Im selben Jahr begann die WHO internationale Empfehlungen (WHA44.25) bezüglich menschlichen Organtransplantaten zu entwerfen, die schließlich 1991 als „WHO Guiding Principles on Human Organ Transplantation“ verabschiedet wurden. Da diese Leitsätze jedoch keinerlei Gesetzescharakter hatten, hatte die internationale Gemeinschaft weiterhin keine Mittel, um China davon abzuhalten, weiterhin mit menschlichen Organen zu handeln.

#### Vereinigte Staaten von Amerika
1995 veranstaltete der Senatsausschuss für Auswärtige Beziehungen der Vereinigten Staaten eine Anhörung wegen des Handels mit menschlichen Körperteilen in China. Bei dieser Anhörung wurden zahlreiche Beweise aus verschiedenen Quellen angeführt, unter anderem von Amnesty International, der BBC und dem Menschenrechtsaktivisten Harry Wu, der Dokumente der chinesischen Regierung vorlegte.

#### Internationale Ärztevereinigungen
1998 kamen der Weltärztebund, die Koreanische Ärztevereinigung und die Chinesische Ärzteorganisation darin überein, gemeinsam zu untersuchen, wie diese unerwünschten Praktiken beendet werden können, doch widerrief China bereits im Jahr 2000 seine Kooperation.

#### Amnesty International
Amnesty International berichtete, dass Polizei, Gerichte und Krankenhäuser in den Organhandel involviert seien und dass mobile Hinrichtungszellen, sogenannte „Todestransporter“ zum Einsatz kämen. Da in China jährlich zwischen 1770 (offizielle Zahl) und 8000 (Amnesty International) Todesstrafen verhängt werden, mutmaßte Amnesty, dass Chinas Weigerung, die Todesstrafe abzuschaffen, durch diesen profitablen Organhandel erklärt werden könne. Da die Körper der Hingerichteten generell verbrannt werden, bevor Verwandte oder Zeugen sie sehen können, führte dies zu Spekulationen über die Entnahme von Organen.

#### Harry Wu und die Laogai Research Foundation
Im Juni 2001 wandte sich Wang Guoqi, ein chinesischer Chirurg und Spezialist für Verbrennungen, an Harry Wu, einen chinesisch-amerikanischen Menschenrechtsaktivisten, der 19 Jahre als politischer Häftling in chinesischen Gefängnissen verbracht hatte. Wu leitete die Laogai Research Foundation, die sich gegen die Verwendung der Organe von chinesischen Häftlingen einsetzt. Wang hatte politisches Asyl beantragt und bat Wu, ihm bei der Erstellung einer schriftlichen Aussage vor dem US-Repräsentantenhaus behilflich zu sein. Darin führte Wang an, dass er im Allgemeinen Brigadekrankenhaus der paramilitärischen Polizei in Tianjin bei über 100 hingerichteten Häftlingen Haut, Augenhornhäute und andere Gewebeteile für den Organmarkt entnommen habe, und dass mindestens einer der Gefangenen während der Operation noch atmete. Des Weiteren sagte Wang aus, dass er noch andere Ärzte bei der Organentnahme an hingerichteten Gefangenen gesehen habe, und das Krankenhaus diese Organe an Ausländer verkaufte. Nach der Glaubwürdigkeit von Wang befragt, erklärte Wu, dass er sich intensiv um die Überprüfung von Wangs Identität bemüht habe und dass sowohl er als auch Kongressangehörige die Aussage des Arztes als sehr glaubwürdig einstufen. Die republikanische Abgeordnete Ileana Ros-Lehtinen legte später einen Gesetzentwurf vor, der chinesischen Ärzten verbieten soll, in den USA eine Ausbildung im Transplantationsbereich zu erhalten.

#### Chinas Ankündigungen und Widersprüche

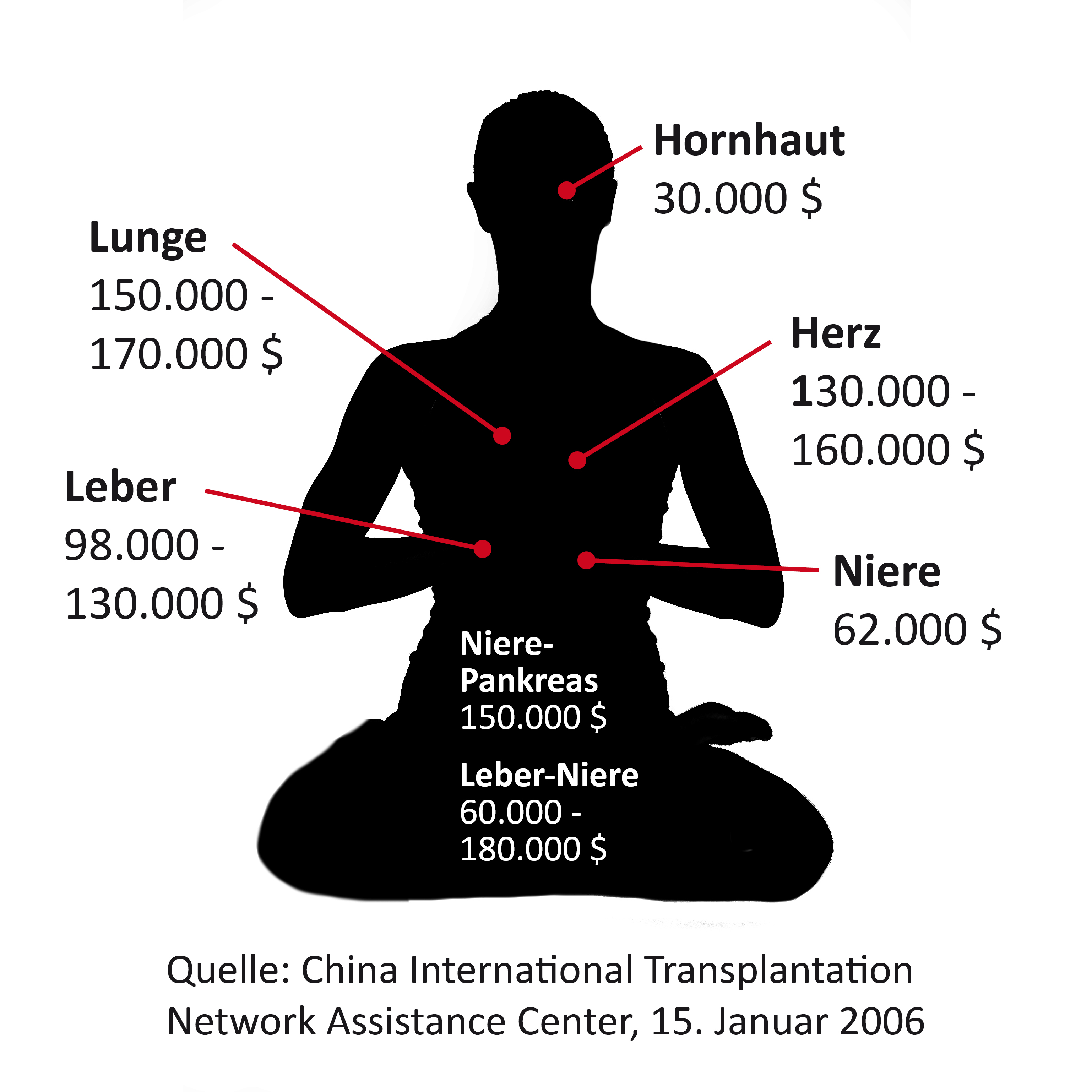
Preise für Organtransplantationen des China International Transplantation Network Assistance Center 2006

Obwohl die chinesische Regierung 2016 immer noch behauptete, dass in China jährlich bis zu 10.000 Transplantationen durchgeführt werden, gab es nach Aussage des stellvertretenden Gesundheitsministers Huang Jiefu im Jahre 2003 6000 und 2004 sogar 13.000 Nieren- und Lebertransplantationen allein. China Daily berichtete 2006 und 2007 von insgesamt 20.000 jährlich durchgeführten Transplantationen.
2005 machte Huang als Chinas bekanntester Lebertransplantationschirurg in chinesischen Medien Schlagzeilen, als er nach Xinjiang reiste, um dort eine hochkomplexe autologe Lebertransplantation durchzuführen. Die Leber des Patienten wurde herausgenommen, Krebsgewebe herausgeschnitten und anschließend wieder retransplantiert. Als Absicherung dieser innovativen und risikoreichen Prozedur bestellte Huang einen Tag vorher telefonisch zwei zusätzliche Lebern aus Chongqing und Guangzhou, die innerhalb weniger Stunden gefunden und einen Tag vor der Operation angeliefert wurden. Da eine entnommene Leber innerhalb von 15 Stunden transplantiert werden muss und die Operation erst 60 Stunden später stattfand, gingen Ermittler davon aus, dass lebende Gefangene gebracht wurden, die auf Abruf zur Organentnahme bereitstanden. Solche Vorfälle sind laut Wendy Rogers, Medizinethik-Expertin an der australischen Universität Macquarie in Sydney, undenkbar in Systemen, in denen Organe freiwillig gespendet, knapp sind und nach Bedarf zugewiesen werden.
Im Dezember 2005 gab Huang Jiefu erstmals zu, dass die Verwendung von Organen exekutierter Gefangener weit verbreitet sei und dass bis zu 95 % aller Organtransplantate aus Hinrichtungen stammen. Gleichzeitig versprach er, Schritte zu unternehmen, um diesen Missbrauch zu beenden. Huang bezeichnete diese Art der Organbeschaffung öffentlich mehrfach als „profitorientiert, unethisch und menschenrechtsverletzend“. Trotz dieses Versprechens folgten keine Veränderungen, sodass der Weltärztebund 2006 China erneut aufforderte, keine Gefangenen mehr als Organspender zu nutzen.
Auf der Website des China International Transplantation Network Assistance Center wurden am 15. Januar 2006 Transplantationsorgane für folgende Preise angeboten:
- Niere 62.000 $
- Leber 98.000–130.000 $
- Leber-Niere 60.000–180.000 $
- Niere-Pankreas 150.000 $
- Lunge 150.000–170.000 $
- Herz 130.000–160.000 $
- Augenhornhaut 30.000 $
- Bei Patienten, die zehn Jahre Dialyse bekamen, erhöht sich der Preis um 20.000 $.
- Bei Patienten für Leber-, Herz- und Lungentransplantationen erhöht sich der Preis im Falle einer Komplikation um 80.000 $.[58]

Des Weiteren führte das Transplantationszentrum die zeitliche Verfügbarkeit und die Auswahl der Organspender an: „Es dauert nur einen Monat für eine Lebertransplantation, maximal zwei Monate. Für Nierentransplantationen dauert es eine Woche, um einen geeigneten Spender zu finden, maximal einen Monat.“ Das Organangebot wurde auch mit einer Garantie versehen: „Sollte der Arzt während der Transplantation feststellen, dass das Spenderorgan nicht geeignet ist, wird dem Patienten ein anderer Organspender angeboten und die Operation innerhalb einer Woche wiederholt.“
Dies sind jedoch keine Festpreise, sondern variieren bei unzureichender Verfügbarkeit. Der Spiegel berichtete im Jahre 2013, dass eine andere chinesische Transplantationsagentur auf Anfrage für eine Niere die Antwort gab, dass es kein Problem sei, eine Niere zu bekommen, nur der Preis sei etwas gestiegen, sodass eine Nierentransplantation 350.000 $ koste, allerdings inklusive Unterbringung.
Chinesische Medien berichteten 2006 über 20.000 Organtransplantationen. Diese Zahl wurde nach der Veröffentlichung des Kilgour-Matas-Untersuchungsberichtes heruntergespielt.
Am 28. März 2006 sagte der Sprecher des Außenministeriums Qin Gang: „Es ist eine komplette Fabrikation … zu sagen, dass China gewaltsam Organe von zum Tode verurteilten Menschen nimmt, um diese für Transplantationszwecke zu verwenden.“ China habe strenge Gesetze und Richtlinien. Spender, Empfänger und Krankenhäuser müssten den Gesetzen und Richtlinien auf diesem Gebiet strikt folgen.
Im April 2006 berichtete die Time von einem Organ-Makler in Japan, der jährlich 30 bis 50 Transplantationen mit Organen exekutierter chinesischer Gefangener organisiert hatte. Außerdem legte sie dar, dass die 800 Mitglieder umfassende Britische Transplantationsgesellschaft vor Präsident Hu Jintaos Staatsbesuch in den USA ebenfalls die Verwendung von Organen exekutierter chinesischer Gefangener bei Transplantationen kritisiert hatte, da nicht verifizierbar sei, ob die Gefangenen ihr Einverständnis gegeben haben.

#### Europäisches Parlament
Im Juni 2006 äußerte sich der Vizepräsident des Europäischen Parlaments Edward McMillan-Scott gegenüber der Yorkshire Post, dass er davon ausgehe, dass fast 400 Krankenhäuser in China in den Organhandel involviert sind und auf Webseiten Nierentransplantationen für 60.000 US-Dollar anbieten. Verwaltungspersonal erklärt anfragenden Personen: „Ja, es sind Falun Gong, so sind diese [Organe] sauber.“

#### Verdeckte Nachforschungen
Im September 2006 berichtete BBC News über Rupert Wingfield-Hayes verdeckte Nachforschungen, der im Ersten Zentralkrankenhaus in Tianjin mit Ärzten und einem Transplantationsmakler über ein Lebertransplantat verhandelte. Zum einen wurde ihm mitgeteilt, dass eine Leber innerhalb von drei Wochen besorgt werden könne, zum anderen, dass die Organe von exekutierten Gefangenen kämen. Im letzten Jahr soll das Krankenhaus 600 Lebertransplantationen durchgeführt haben, von denen jedes Organ für 50.000 englische Pfund oder mehr verkauft wurde.

### Organspenden von zum Tode verurteilten Häftlingen
Theorie und Praxis
Chinas stellvertretender Gesundheitsminister Huang Jiefu räumte 2005 die Verwendung von Organen hingerichteter Häftlinge für Transplantationen ein. Laut offiziellen Angaben Chinas gibt es jährlich 1770 Hinrichtungen. Amnesty International schätzt ihre Zahl auf 8000. Dem gegenüber stehen bis zum Jahr 2010 insgesamt 120.000 Transplantationen.
Zweifel an der ausschließlichen Verwendung von zum Tode verurteilten Häftlingen, kamen durch einschränkende Faktoren auf, wie:
- Nicht alle hingerichteten Gefangenen sind geeignet. In China liegt die Verbreitungsrate von Hepatitis B innerhalb der Bevölkerung zwischen 9 und 10 %, in Gefängnissen ist der Anteil noch größer. Diese Gefangenen können nicht für eine Organtransplantation verwendet werden und verringern dadurch die Anzahl der möglichen Organquellen.
- Organe müssen zum Empfänger passen. Bluttyp und Gewebetypen zwischen Organspender und Organempfänger müssen kompatibel sein, was die Anzahl der möglichen Organquellen weiter reduziert. Die Blut- und Gewebeverträglichkeit zwischen nicht verwandten Personen, liegt laut Professor Li von der Gutenberg-Universität Mainz bei 5 %.
- Organe zur Transplantation waren bis 2013 nur lokal verwendbar. Da es in China bis 2010 kein nationales Organspende- und Verteilungssystem gab, konnten Organe von hingerichteten Gefangenen nur lokal verteilt werden, was die landesweite Verfügbarkeit begrenzt.
- Illegale Praktik der Organentnahme. Organentnahmen ohne freiwillige Zustimmung der Organspender sind illegal. Nach internationalem Standard dürfen Organe von hingerichteten Gefangenen nicht verwendet werden, da es nicht sicherzustellen ist, dass diese eine freiwillige Zustimmung zur Organspende geben. Deshalb wurden solche Organverwendungen nicht landesweit verteilt.
- Zeitfaktor. Entnommene Organe müssen innerhalb weniger Stunden transplantiert werden. Die Hinrichtung Gefangener könnte theoretisch dann erfolgen, wenn ein Patient ein Organ benötigt, doch schreibt das chinesische Gesetz vor, dass Hinrichtungen innerhalb von sieben Tagen nach dem Todesurteil durchgeführt werden müssen.

Diese Faktoren schränken die Nutzung der jährlich verwendbaren Organe von zum Tode verurteilten Häftlingen ein, sodass die Anzahl der 120.000 Organtransplantationen bis zum Jahre 2010 nicht durch die geschätzte Anzahl an hingerichteten Häftlingen erklärt werden kann. Dennoch bieten Transplantationszentren in China bis zum heutigen Tag (2016) Organe von lebenden jüngeren Spendern unter 40 Jahren an, die innerhalb von 3 bis 5 Tagen zur Verfügung stehen.

### Vorwurf des Organraubs und damit Mord an Falun-Gong-Praktizierenden
Aufgrund der Anschuldigungen, China würde seine Organtransplantationsindustrie mit Organen von lebenden Falun-Gong-Praktizierenden versorgen, die durch die Organentnahme ermordet und deren Überreste im Krematorium des Krankenhauses verbrannt werden, kam es 2006 zu einer Untersuchung zweier kanadischer Menschenrechtsanwälte, dem ehemaligen Staatsanwalt und kanadischen Staatssekretär David Kilgour und dem Immigrationsanwalt David Matas. Im Juli 2006 übergaben sie ihre Untersuchungen der Öffentlichkeit und hinterfragten in ihrem Untersuchungsbericht die Quelle von 41.500 Organtransplantationen, die von 2000 bis 2005 stattgefunden hatten. Ihre Schlussfolgerung aus den gesammelten Fakten war, dass die chinesische Regierung und ihre Staatsorgane seit 1999 in Chinas Krankenhäusern, aber auch in Haftanstalten und Volksgerichten, eine große, doch unbekannte Anzahl von Falun-Gong-Gewissensgefangenen getötet haben.
Die Fakten, die Kilgour und Matas selbst zusammengetragen haben, wurden detailliert in ihrem Untersuchungsbericht aufgeführt. Einer der Beweise befasst sich mit der im Gegensatz zu anderen Ländern extrem kurzen Wartezeit für Organe in China, was ein Indiz dafür darstelle, dass Organe nach Bedarf bereitgestellt werden können und dies nur dann möglich sei, wenn der Organspender auf Abruf zur Verfügung stehe. Ein weiteres Indiz ist der plötzliche Anstieg der jährlichen Organtransplantationen in China, der mit dem Anfang der Verfolgung von Falun Gong einhergeht. 2007 veröffentlichten Kilgour und Matas eine erweiterte Version ihres Untersuchungsberichtes, der weitere Fakten enthält, welche die vorhergehenden Anschuldigungen erhärten. 2009 wurde ihr Untersuchungsbericht als Buch veröffentlicht.
Der Menschenrechtsaktivist Harry Wu bezweifelte 2006 die Vorwürfe seitens Falun Gong und dass Falun-Gong-Praktizierende Ziel eines groß angelegten Organraubes seien. Dies, obwohl er selbst und seine Foundation bereits 2001 die Aussage des Chirurgen Wang Guogi vor dem US-Repräsentantenhaus als „sehr glaubwürdig“ bezeichnet hatte, dass zum Tode verurteilte Häftlinge auf Abruf für ihre Organe getötet werden. Der internationale Menschenrechtsanwalt David Matas widersprach mit dem Argument, dass Harry Wus Artikel von 2006 dessen Ansichten aus einem Brief vom 21. März widerspiegelten, den er bereits zwei Monate vor Abschluss seiner eigenen Untersuchung veröffentlicht hatte, sodass seine Aussage nicht auf seiner eigenen vollständigen Untersuchung beruhen könne. Auch beschrieb Harry Wu als medizinischer Laie den Umfang des Organraubs als „technisch unmöglich“, wobei dies laut medizinischen Experten sehr wohl möglich sei. Mohan Rajan beschrieb die Operationsdauer mit nur 20 Minuten. Des Weiteren fand Matas, dass es gegenüber den Zeugen und dem Wahrheitsfindungsprozess unfair sei, die Aussagen als Lügen zu bezeichnen, ohne die Zeugen selbst befragt zu haben.
Der Kilgour-Matas-Untersuchungsbericht führte dazu, dass die beiden größten Krankenhäuser für Organtransplantationen in Queensland, Australien, die chinesische Regierung aufforderten, zu den Beschuldigungen Stellung zu nehmen. Da die chinesische Regierung keine Aussagen machte, stoppten die Krankenhäuser im Dezember 2006 die Ausbildung chinesischer Chirurgen für Organtransplantationen und verboten gemeinsame Forschungsprogramme für Organtransplantation mit China.
Im Juli 2006 und erneut im April 2007 wies Chinas Botschaft in Kanada die Anschuldigungen des Organraubs zurück und bestand darauf, dass China die Prinzipien der Weltgesundheitsorganisation befolge und der Verkauf menschlicher Organe ohne schriftliches Einverständnis der Organspender verboten sei.
Im August 2006 und im Januar 2007 forderten UN-Sonderberichterstatter die chinesische Regierung auf, zu der Anschuldigung des Organraubs an Falun-Gong-Praktizierenden, den kurzen Wartezeiten für Organempfänger, den Organquellen sowie zur Korrelation zwischen der plötzlichen Zunahme an Transplantationen und dem Beginn der Verfolgung von Falun-Gong-Praktizierenden Stellung zu nehmen. Eine wunschgemäße Antwort erfolgte nicht.
Am 20. März 2007 legte der Sonderberichterstatter der Vereinten Nationen für Folter Manfred Nowak auf dem 4. Treffen des Menschenrechtsrates in Genf seinen Jahresbericht vor, in dem er direkt auf den Organraub an Falun-Gong-Praktizierenden hinwies. Zusätzlich erklärte Novak, dass die chinesische Regierung im März 2006, also kurz nach der Veröffentlichung des Kilgour-Matas-Untersuchungsberichtes, einen Gesetzentwurf vorstellte, der den Verkauf von menschlichen Organen verbietet, eine schriftliche Einwilligung der Organspender verlangt und Transplantationen auf Institutionen begrenzt, welche die Organquelle nachweisen können. Dieses Gesetz soll am 1. Juli 2006 in Kraft getreten sein. Doch wies Manfred Novak darauf hin, dass im Gegensatz zur Behauptung der chinesischen Regierung „bis zu dem heutigen Tag (März 2007) das chinesische Gesetz den Kauf und Verkauf von Organen erlaubt; keine schriftliche Erlaubnis des Organspenders fordert; es keine Einschränkung für Institutionen gibt, sich an der Organbeschaffung bzw. Transplantation zu beteiligen; es keine Auflagen gibt, dass die an Organtransplantationen beteiligten Institute die legalen Quellen der transplantierten Organe nachweisen müssen; und es hat keine Verpflichtung gibt, dass Ethikkomitees für Transplantationen alle Transplantationen im Vorfeld genehmigen müssen.“
Die chinesische Regierung ging weder 2006 noch 2007 auf die Anschuldigungen ein oder widerlegte sie. Daher forderten im Mai 2008 die beiden Sonderberichterstatter der Vereinten Nationen, Asma Jahangir (Religions- und Glaubensfreiheit) und Manfred Nowak (Folter), die chinesischen Behörden erneut auf, eine angemessene Stellungnahme abzugeben und die Organspender für den seit dem Jahre 2000 stattfindenden plötzlichen Anstieg der Organtransplantationen in China zu nennen. Erneut blieb die chinesische Regierung eine eindeutige Erklärung schuldig.
Im September 2012 führte das Komitee für Auswärtige Angelegenheiten des Repräsentantenhauses der Vereinigten Staaten eine Anhörung durch, die sich auf den Organraub an Gewissensgefangenen in China bezog.
2012 erschien das Buch „Staats-Organe: Transplantationsmissbrauch in China“ von David Matas und Torsten Trey (DAFOH), das Abhandlungen medizinischer Fachkräfte wie Gabriel Danovitch, Professor für Bioethik Arthur Caplan, Herzchirurg Jacob Lavee, Ghazali Ahmad, Professor Maria Fiatarone Singh, Torsten Trey sowie dem Enthüllungsjournalist Ethan Gutmann und dem Menschenrechtsanwalt David Matas beinhaltet, die sich auf das Verbrechen des Organraubs in China beziehen.
Nach seinen Aussagen vor dem Repräsentantenhaus im Jahre 2012, veröffentlichte der Investigativjournalist Ethan Gutmann seine eigenen unabhängigen Untersuchungen im Jahre 2014 in Buchform. Gutmann trug darin ausführliche Interviews mit ehemaligen Gefangenen chinesischer Arbeitslager und Gefängnissen zusammen und ergänzte diese mit Aussagen ehemaliger Sicherheitsbeamten und Medizinern mit Kenntnissen über Chinas Transplantationspraktiken. Gutmann führt in seinem Buch an, dass die Organbeschaffung von politischen Gefangenen wahrscheinlich in den 1990er Jahren im Autonomen Gebiet Xinjiang begonnen und sich dann über ganz China ausgebreitet habe. Gutmann schätzt, dass zwischen 2000 und 2008 bis zu 64.000 Falun-Gong-Gefangene wegen ihrer Organe getötet worden sind.

#### Kilgour-Matas-Gutmann-Untersuchungsbericht
Am 22. Juni 2016 veröffentlichten David Kilgour, David Matas und Ethan Gutmann den gemeinsam erstellten Untersuchungsbericht „Bloody Harvest / The Slaughter — An Update“. Der 680 Seiten umfassende Bericht stellt eine forensische Analyse aus über 2300 Quellen dar, wie öffentlich verfügbare Zahlen chinesischer Krankenhäuser, Ärzteinterviews, die behaupten, Tausende Transplantationen durchgeführt zu haben; Medienberichte, öffentliche Erklärungen, medizinische Journale und öffentlich zugängliche Datenbanken.
Laut Untersuchungsbericht fanden seit dem Jahr 2000 bis 2016 an 712 Leber- und Nierentransplantationszentren in ganz China jährlich zwischen 60.000 und 100.000 Organtransplantationen statt, sodass bis heute annähernd 1,5 Millionen Organtransplantationen durchgeführt wurden, ohne dass China über ein funktionsfähiges Organspendesystem verfügt.
Der Bericht kommt zu den Ergebnissen, dass die Anzahl der Organtransplantationen in China weitaus höher ist, als von der chinesischen Regierung angegeben; die Organquellen für diese hohe Anzahl an Organtransplantationen von getöteten unschuldigen Uiguren, Tibetern, Hauschristen und hauptsächlich Falun-Gong-Praktizierenden stammen; und Organraub in China ein Verbrechen darstellt, in das die Kommunistische Partei, staatliche Institutionen, das Gesundheitssystem, Krankenhäuser und Transplantationsmediziner verwickelt sind.

### Vorwürfe der unfreiwilligen Organentnahme in Xinjiang
Ethan Gutmann, ein Journalist und China-Experte, kam zu dem Schluss, dass die Organentnahme von Gefangenen aus Gewissensgründen in der nordwestlichen Provinz Xinjiang in den 90er Jahren, als Mitglieder der uigurischen Volksgruppe bei Sicherheitsrazzien und „harten Streiks“ ins Visier genommen wurden, weit verbreitet war. 1999, so Gutmann, begann die Organentnahme in Xinjiang rapide zu sinken, während die Gesamtrate der Organtransplantationen landesweit anstieg. Im selben Jahr begann die chinesische Regierung mit der landesweiten Unterdrückung und Verfolgung von Falun Gong. Gutmann vermutet, dass die neue Gefangenenpopulation von Falun-Gong-Anhängern die Uiguren als Hauptquelle für Organe überholte. Sorgen um unfreiwillige Organentnahmen wurden erneut aufgegriffen, als China seine Versuche verdoppelte, Extremismus und Separatismus auszumerzen, indem es einen großen Teil der uigurischen Bevölkerung in Umerziehungslager in Xinjiang internierte. Es soll einen bedeutenden Markt für die Organe der Muslime geben. Berichten zufolge fordern muslimische Kunden aus dem Nahen Osten Halal-Organe, die von einer anderen muslimischen Person stammen müssen.

## Entwicklungen von 2006 bis 2021

### 2006 bis 2013
2006: Das chinesische Gesundheitsministerium veröffentlichte im März 2006 vorläufige Bestimmungen über die klinische Anwendung menschlicher Organe für Transplantationen. Diese legten neue Voraussetzungen für medizinische Institute fest, um Transplantationen durchführen zu dürfen. Die Bestimmungen besagten unter anderem, dass Transplantationen auf Institutionen begrenzt werden, welche die Organquellen nachweisen können. Die Provinzen Chinas tragen darin die Planung der klinischen Anwendung und Transplantationseinrichtungen werden verpflichtet, ethische, medizinische, chirurgische und intensiv-medizinische Kompetenzen in den Gesamtablauf bei Organtransplantationen einzubeziehen. Im April fand die Etablierung der „Kommission zur klinischen Anwendung von Technologien zur menschlichen Organtransplantation“ statt, der die Aufgabe obliegt, die klinische Praxis zu koordinieren und zu vereinheitlichen. Im November 2006 folgte ein nationales Gipfeltreffen, auf dem die Regulatoren vorgestellt wurden.
Professor Guo Shuzong führte im Krankenhaus Xijing mehrere experimentelle Gesichtstransplantationen durch, was schließlich im April zur ersten weltweiten Gesichtstransplantation führte, bei der auch Knochen übertragen wurden. Der Organspender war vor der Transplantation für Hirntod befunden worden.
2007: Im Mai 2007 trat erneut eine Verordnung des Gesundheitsministeriums Chinas in Kraft, welche die Transplantation menschlicher Organe regeln sollte sowie den Organhandel und die Organentnahme ohne schriftliches Einverständnis des Betroffenen verbot.
Mit dieser Verordnung sollten illegale Transplantationen bekämpft werden, indem Mediziner, die in den kommerziellen Organhandel verwickelt sind, mit Geldstrafen und Suspendierungen bestraft werden, und nur noch ausgewählte Krankenhäuser für Organtransplantationen zugelassen sind. Aufgrund dieser systematischen Neustrukturierung ging die Anzahl der zugelassenen Transplantationseinrichtungen von über 600 im Jahr 2007 auf 87 im Oktober 2008 zurück. 77 Krankenhäuser erhielten eine vorläufige Zulassung durch das Gesundheitsministerium.
Im Juli 2007 veröffentlichte das Gesundheitsministerium im Einklang mit der Istanbul-Erklärung die Maßnahme, dass chinesischen Staatsbürgern als Organempfänger Vorrang gewährt wird, um damit den Transplantationstourismus zu bekämpfen.
Nach jahrelangen Diskussionen versprach die Chinesische Ärzteorganisation im Oktober 2007 dem Weltärztebund, die Praktik der zwangsweisen Entnahme von Organen verurteilter Häftlinge zu beenden. Häftlinge sollten ihre Organe nur noch ihren nächsten Verwandten spenden dürfen. Um die Umsetzung auch sicherstellen zu können, sollen Absicherungen etabliert werden, welche die Dokumentation der schriftlichen Einverständniserklärung des Organspenders beinhalten sowie eine erneute Überprüfung aller Todesurteile durch den Obersten Volksgerichtshof. Außerdem sollen Fachkräfte für Organtransplantationen so lange nicht hinzugezogen werden, bis der Organspender offiziell für tot erklärt worden ist.
Die vorgelegten Verordnungen fanden sowohl die Zustimmung der WHO als auch der Transplantationsgesellschaft, doch erklärte Huang Jiefu 2010 auf einer Transplantationskonferenz in Madrid, dass zwischen 1997 und 2008 in China über 100.000 Transplantationen durchgeführt worden waren, deren Transplantationsorgane zu über 90 % von exekutierten Häftlingen stammten.
2008: Im April 2008 diskutierten juristische und medizinische Experten auf einem Symposium die diagnostischen Aspekte, die bei der Festlegung des Hirntod bei Organspendern beachtet werden sollten. Im gleichen Monat wurde in Shanghai ein Verzeichnis über Lebertransplantationen errichtet, um die Nachsorge beobachten zu können. Gleichzeitig wurde eine landesweite Werbekampagne initiiert, um Organspender zu gewinnen. In der Kampagne wurde der Vorschlag gemacht, dass freiwillige Organspender ihre Einwilligung in ihre Fahrerlaubnis eintragen lassen können.
2009: Trotz dieser Werbekampagnen schrieb China Daily eineinhalb Jahre später, dass immer noch 65 % aller transplantierten Organe von zum Tode verurteilten Häftlingen stammen, was der stellvertretende Gesundheitsminister Huang Jiefu als „keine gute Quelle für gespendete Organe“ bezeichnete.
2010: Das chinesische Gesundheitsministerium etablierte in Zusammenarbeit mit dem chinesischen Roten Kreuz im März 2010 ein posthumes Organspendesystem. Huang Jiefu kündigte an, dass zunächst ein Pilotprojekt innerhalb von zehn Regionen getestet werden solle, unter anderem in den Städten Tianjin, Wuhan und Shenzhen. Dies soll es den Bürgern ermöglichen, ihr Einverständnis zur Organspende in ihrem Führerschein zu hinterlegen. Gleichzeitig würden die Familienangehörigen der Organspender finanzielle Unterstützung erhalten. Durch diese Maßnahmen hofften die chinesischen Behörden, dass die Notwendigkeit der Verwendung von Organen verurteilter Häftlinge verringert werde und den Verkauf illegaler Organe auf dem Schwarzmarkt eindämme. Die Maßnahme, Familienangehörige mittels einer finanziellen Unterstützung für eine Organspende zu gewinnen, ist jedoch nach WHO-Standard nicht erlaubt.
Von 1977 bis 2009 gab es in China insgesamt nur 130 freiwillige Organspenden, doch wurden In der gleichen Zeit 120.000 Organe transplantiert.
2012: Im März 2012 gab Huang Jiefu als stellvertretender Gesundheitsminister erneut zu, dass die Praktik der Organentnahme von Häftlingen in China fortgeführt werde, doch die Absicht bestehe, diese Praktik innerhalb der nächsten fünf Jahre zu beenden. Der chinesischen Nachrichtenagentur Xinhua erklärte Huang, dass „das Versprechen, die Verwendung der Organe verurteilter Häftlinge zu beenden, den Beschluss der Regierung repräsentiert“. Der Gesundheitsminister Chinas wollte diese Aussage jedoch nicht bestätigen.
Im September wurde der Kommission für Auswärtige Angelegenheiten des US-Kongresses von Damon Noto (DAFOH) der Bericht „Organentnahme bei religiösen und politischen Dissidenten durch die Kommunistische Partei Chinas“, vorgelegt, der unter anderem besagt: „Ärzte außerhalb Chinas bestätigten, dass ihre Patienten nach China reisten und dort Organe von Falun-Gong-Praktizierenden erhalten haben.“
2013: Im Mai 2013 plädierte Huang in einem Interview mit dem australischen Fernsehsender ABC TV, dass Gefangene Organe spenden dürfen, obwohl dies direkt gegen internationale Ethikstandards des Weltärztebundes als auch der Transplantationsgesellschaft verstößt.
Auf dem Nationalen Transplantationskongress Chinas wurde am 31. Oktober 2013 die „Erklärung von Hangzhou“ verkündet und am 2. November der Öffentlichkeit präsentiert. In dieser Erklärung verpflichteten sich die 38 teilnehmenden Krankenhäuser „ethische Standards bezüglich der Organherkunft einzuhalten und nur freiwillige Organspenden zuzulassen“. Da jedoch nicht alle Transplantationseinrichtungen dieser Erklärung zugestimmt hatten, wurde eine Kampagne initiiert, welche die Praxis der Organentnahme bei Gefängnisinsassen stoppen soll. Die chinesische Gesundheitsministerin versprach im gleichen Jahr, dass China ab Mitte 2014 keine Organe von hingerichteten Häftlingen mehr verwenden werde.

### 2014 bis 2016
2014: Ein Jahr später, im März 2014, kündigte Huang als Leiter des chinesischen Organspende-Komitees an, die Organe von Gefangenen in das chinesische Organspende- und Verteilungssystem zu integrieren und diese als „freiwillige Organspenden“ von chinesischen Bürgern einzustufen. Dies löste bei führenden internationalen Organtransplantationsexperten Empörung aus, die dazu aufriefen, den Austausch mit chinesischen Fachleuten einzustellen.
Im Frühjahr 2014 wandten sich führende Funktionäre der Internationalen Transplantationsgesellschaft aus den USA und Australien in einem offenen Brief an den chinesischen Präsidenten Xi Jinping und beschwerten sich über den fortgesetzten Missbrauch innerhalb des chinesischen Transplantationssystems.
Im Dezember 2014 veröffentlichte Huang Jiefu in chinesischen Medien eine Pressemeldung, dass ab Januar 2015 keine Organe von hingerichteten Gefangenen mehr verwendet werden sollen, ohne konkrete Maßnahmen zur Umsetzung mitzuteilen. Doch bereits im Januar 2015 sagte Huang gegenüber der Zeitung People’s Daily, dass Gefangene weiterhin Organe „freiwillig“ spenden können, denn Gefangene im Todestrakt seien schließlich auch Bürger. Ein Jahr vorher hatte Huang gegenüber der Beijing Times erklärt: „Sobald die Organe von spendewilligen Hinrichtungskandidaten in unser allgemeines Verteilungssystem eingespeist sind, werden sie als freiwillige Spende von Bürgern behandelt.“
2015: Trotzdem lud Huang im August 2015 Vertreter der Transplantationsgesellschaft, der Weltgesundheitsorganisation und der Deklaration von Istanbul zu einer großen Konferenz in Guangzhou ein.
Gosteli Hauser von Amnesty International stellte im Oktober 2015 gegenüber Der Zeit fest, dass die Organentnahmen bei Hingerichteten in China trotz der Erklärungen Huangs immer noch nicht gesetzlich verboten seien. Nach dem Medizinethiker Norbert Paul und dem Pharmakologen Huige Li klingen Huangs Äußerungen nicht nach einem Ende der Organentnahme bei Hingerichteten.
Im Dezember 2015 äußerten sich führende Mediziner und Ethikexperten in einem Beitrag in BMC Medical Ethic zur Situation in China und stellten fest, dass immer noch Organe von Häftlingen für Transplantationszwecke verwendet werden, die lediglich als „freiwillige Organspenden von Bürgern“ umdeklariert worden sind. Dieser semantischer Trick diene nur dem Schönfärben der Organverwendung von zum Tode verurteilten und politischen Häftlingen.
Telefonische Untersuchungen bei Transplantationszentren in China ergaben, dass viele dieser Zentren immer noch sehr schnell Organe zur Verfügung stellen. Ein Krankenhaus aus Guangzhou in der Provinz Henan gab an, „sie könnten sich sogar den Luxus leisten, nur Organe von lebenden jüngeren Spender zu nehmen, also unter 40 Jahre alt“. Des Weiteren wies das Krankenhaus darauf hin, dass eine Leber innerhalb von 3 bis 5 Tagen zur Verfügung stehe, manchmal innerhalb von zwei Wochen, sehr selten dauere es länger als einen Monat.
2016: Am 18. Februar 2016 bestätigte Huige Li, Professor für Vaskuläre Pharmakologie an der Gutenberg-Universität Mainz, seine bereits ein Jahr vorher geäußerte Vermutung, dass die Pressemeldung von Huang nur ein Täuschungsmanöver gewesen war und die verantwortlichen Staatsorgane in China keinerlei Gesetzesänderungen vorgenommen haben, welche die Organverwendung von Häftlingen verbieten und unter Strafe stellen. Auf der Webseite der Nationalen Kommission für Gesundheit und Familienplanung (vorher Gesundheitsministerium) seien weder Regularien noch Gesetze zu finden, die mit Huangs Ankündigung zu tun haben.
Am 5. Mai 2016 stand auf der Website der „China Organ Transplantation Development Foundation“, die laut New York Times den Übergang von der „Gefangenen-Organspende“ zu einem neuen System überwachen soll, dass Gefangene immer noch Organe spenden können.
Am 18. August 2016 fand in Hongkong der internationale Kongress der Transplantation Society (TTS) mit chinesischen Repräsentanten statt. Darunter war Leberchirurg Huang Jiefu, Leiter des Komitees für Organspende und Organtransplantation und ehemals stellvertretender Gesundheitsminister. Anschließend verkündeten die von China kontrollierten Medien Global Times, Wen Wei Po und Ta Kung Pao, dass der in Hongkong stattfindende Kongress gezeigt hätte, dass Chinas Transplantationssystem international akzeptiert worden sei. Diese Aussage wurde am nächsten Tag auf einer Pressekonferenz vom Präsidenten der Transplantation Society Philip J. O’Connell verneint, der darauf hinwies, dass niemand seine Worte auf die Weise interpretieren dürfe. Im Gegenteil sei die Weltgemeinschaft „von den Praktiken entsetzt, welche die Chinesen in der Vergangenheit angewendet haben“, so O’Connell. Auch Jeremy Chapman, ehemaliger Präsident der Transplantation Society, wies die Behauptungen zurück und erklärte, dass eine auf dem Kongress gezeigte Studie vermuten lasse, das ethische Standards verletzt wurden. Sollte sich dieser Verdacht bewahrheiten, werde China „öffentlich bloßgestellt und für immer von unseren Kongressen ausgeschlossen – das gilt auch für Veröffentlichungen im Transplantationsjournal“.

### 2017

#### Konferenz zum „Internationalen Organhandel und Transplantationstourismus“ im Vatikan
Vom 7. bis 8. Februar fand auf Einladung der Päpstlichen Akademie der Wissenschaften eine zweitägige Konferenz zum „Internationalen Organhandel und Transplantationstourismus“ statt. Mit diesem Treffen wollte der Vatikan den Kampf gegen den internationalen Organhandel voranbringen. Eingeladen wurden Fachleute und Vertreter der Vereinten Nationen, Nichtregierungsorganisationen und Behörden sowie Wissenschaftler aus mehr als 20 Ländern, um über Strategien zur Eindämmung dieses Phänomens zu beraten.
Martin Patzelt, Mitglied im Menschenrechtsausschuss, begrüßte die Konferenz, weil sie „eine Chance mehr eröffnet, dass die Regierung in China die illegale Organentnahme nicht mehr ignoriert, sondern im Gegenteil wie alle Staaten, welche die Menschenrechte beachten wollen, entschieden bekämpft“. Patzelt forderte: „Wir sollten dem Beispiel Italiens folgen und ebenfalls unsere Gesetzgebung gegen den Organhandel deutlich verschärfen. Hier sind insbesondere wir Abgeordnete im Ausschuss für Menschenrechte und humanitäre Hilfe im Deutschen Bundestag gefordert. Es ist höchste Zeit, wenn wir als Menschenrechtler noch in den Spiegel schauen wollen.“
Unter den Eingeladenen befand sich auch der ehemalige stellvertretende chinesische Gesundheitsminister Huang Jiefu. Als Vorsitzender des chinesischen Nationalkomitees für Organspende und Transplantation, Mitglied der Politischen Konsultativkonferenz des Chinesischen Volkes und stellvertretender Direktor des geheimnisvollen Parteikomitees, das sich um die Gesundheit der Topkader kümmert, fungierte er als Vertreter Chinas, das seit über einem Jahrzehnt unter Verdacht steht, massenweise Glaubensgefangene für hohen Profit zu ermorden.
Huangs Anwesenheit bei der Diskussion im Vatikan wurde bereits im Vorfeld im People’s Daily mit den Worten angekündet, er werde „Chinas Lösung der Organspende und Transplantation mit der Welt teilen – den chinesischen Weg.“ Gleichzeitig wies er jegliche Kritik zurück, da man das Problem bereits 2015 beseitigt habe; ebenso verneinte er, dass Glaubensgefangene für ihre Organe ermordet würden. Kritiker zweifeln jedoch daran, dass China sein Versprechen umgesetzt hat, da es eine zu geringe Transparenz im Gesundheitswesen gebe sowie den Mangel an Organspendern und den langjährigen illegalen Organhandel.
Ein weiterer Teilnehmer der chinesischen Delegation, der Mediziner Haibo Wang, sagte, dass es angesichts einer Million Transplantationszentren unmöglich sei, „volle Kontrolle“ über alle Organtransplantationen in China zu haben. Diese Aussage steht jedoch dem neuesten Untersuchungsbericht von Kilgour, Matas und Gutmann gegenüber, der belegt, dass in China jährlich zwischen 60.000 und 100.000 Nieren- und Lebertransplantationen in nur 700 Transplantationszentren durchgeführt werden, die Unterstützung von Regierungsseite erfahren.
Proteste im Vorfeld: Deshalb hatten 11 internationale Medizinethiker und Menschenrechtsexperten, unter anderem Wendy Rogers, Arthur Caplan, David Matas, David Kilgour und Enver Tohti, der Päpstlichen Akademie der Wissenschaften im Vorfeld einen Brief geschrieben, in dem sie die Organisatoren der Tagung aufforderten „die Notlage von Gefangenen in China zu bedenken, die als menschliche Organbanken behandelt werden“. Ermittler des Organraubs in China und Menschenrechtsanwälte forderten die Akademie auf, Huang wegen seiner Beteiligung am systematischen Organraub an Gewissensgefangen in China auszuladen, und Ermittler der Sachlage einzuladen, um eine ausgeglichene Diskussion zu gewährleisten.
Der italienische Senator Maurizio Romani, Vizepräsident der Gesundheitskommission, erklärte gegenüber Quotidianosanitá: „Ohne eine freie und unabhängige Untersuchung gibt es keine Beweise dafür, dass China den grausamen Organraub tatsächlich beendet hat, der hauptsächlich an Falun-Gong-Praktizierenden, aber auch an Christen und anderen politischen Gefangenen vorgenommen wird.“
Einen Tag später, wies Romani auf einer Pressekonferenz darauf hin, dass Huang Jiefu versucht haben soll, den in China stattfindenden Organraub zu vertuschen, nachdem zahlreiche Ermittlungen dessen Existenz bewiesen hätten. Doch betrachtete Romani den Vertuschungsversuch als genauso unsinnig wie die Behauptung, dass der Nationalsozialismus nicht existiert hätte.
Proteste innerhalb der Konferenz: Die New York Times berichtete, dass es auch während der Konferenz zur Konfrontation mit Huang Jiefu kam, als dieser erklärte, dass „China seinen Weg repariere“, nachdem er bereits 2014 erklärt hatte, dass ab 2015 keine Organe mehr von Gefangenen genommen würden.
Wendy Rogers, Vorsitzende des Wissenschaftlichen Beratungskomitees der Organraub-Koalition und Medizinethik-Expertin an der australischen Universität Macquarie, empfand die Anwesenheit von Huang Jiefu bei der Transplantationskonferenz als „schockierend“.
Jacob Lavee, Präsident der Transplantationsgesellschaft Israels, forderte eine Rechenschaftspflicht Chinas. Die Weltgesundheitsorganisation solle „unangekündigte Untersuchungen durchführen und Angehörige von Spendern befragen“. Lavee fügte hinzu: „Solange es keine Aufrichtigkeit und Rechenschaftspflicht für das, was geschieht, gibt – die Tötung von Unschuldigen auf Befehl –, gibt es keine Garantie für eine ethische Reform“ in China.
Reaktionen: Laut New York Times fällt dieses Konferenz mit den Bemühungen des Papstes zusammen, die Beziehungen zu China zu verbessern und dort hinzureisen. Doch hatte sich bereits im Dezember letzten Jahres der Hongkonger Kardinal Joseph Zen in einem Interview mit Time Magazine scharf gegen jegliche Annäherung mit dem kommunistischen Regime in China gestellt: „Wer das tut, der verrät Christus“, so Zen.
Die italienische Tageszeitung La Repubblica berichtete, dass China versuche, den Vatikan zu benutzen, um die Verbrechen der Zwangs-Organentnahmen zu vertuschen.
Die Internationale Gesellschaft für Menschenrechte (IGFM) kritisierte die Teilnahme Huang Jiefus mit dem Vorwurf, mitverantwortlich dafür zu sein, dass in China „Hunderttausende Organe aus völlig unklaren Quellen“ transplantiert worden seien.
Ethan Gutmann, China-Analytiker und einer der Hauptermittler im Organraub an Dissidenten in China, wies darauf hin, dass der Vatikan auf dem Weg war, sich China anzunähern, und dies hätte mit dem vollständigen moralischen Verfall des Vatikans enden können. Gutmann kritisierte auch Francis Delmonico, den ehemaligen Kopf der Transplantationsgesellschaft (TTS), der einer der Hauptorganisatoren des Kongresses war. Laut Gutmann arbeitet Delmonico Hand-in-Hand mit Huang, um die Idee zu promoten, dass China medizinische Reformen durchführen würde, statt darauf hinzuweisen, was bisher wirklich geschehen war. Delmonico und Huang wollen „die Geschichte verbrennen, die Leichen verbrennen, sodass diese nie mehr wieder gesehen werden“, so Gutmann. In einer E-Mail an den Guardian schrieb Delmonico, dass Huangs „unermüdliches Bestreben, in China Veränderungen herbeizuführen, im Januar 2015 zum Verbot der Verwendung von Organen von hingerichteten Gefangenen geführt habe“. Letztes Jahr (2016) sagte Delmonico jedoch vor dem Kongressausschuss der Vereinigten Staaten unter Eid stehend aus, dass die Praktik in China nicht wirklich aufgegeben worden sei.
Torsten Trey von DAFOH riet dem Vatikan, sich nicht durch Chinas Weißwäsche-Agenda täuschen zu lassen, sondern eine essentielle Frage zu stellen, nämlich: „Wie viele Falun-Gong-Praktizierende, Uiguren, Tibeter und dem Vatikan treue Christen wurden in den letzten Jahrzehnten ihrer Organe beraubt?“ Chinas Mangel an Transparenz sei eine Maske, hinter der es seine Sünden verstecke.
Presseerklärung der Päpstliche Akademie der Wissenschaften: Nach der Konferenz zum „Internationalen Organhandel und Transplantationstourismus“ gaben die Teilnehmer eine Erklärung heraus, die unter anderem fordert, die „Nutzung der Organe von hingerichteten Gefangenen und Zahlungen an Spender beziehungsweise an die nächsten Verwandten von verstorbenen Spendern … weltweit zu verurteilen und auf nationaler und internationaler Ebene gesetzlich zu verfolgen“. DAFOH gab dazu eine Pressemeldung heraus, die darauf Bezug nahm, dass „das derzeitige Organspendesystem in China weitgehend auf verlockende Zahlungen an Familien beruht, deren Verwandte verstorben sind“. Arme Familien seien „sehr anfällig für die Annahme von Geld für die Organe von verstorbenen Verwandten, besonders wenn diese mit hohen Krankenhauskosten konfrontiert würden“. Dies sei laut DAFOH ein weiteres anhaltendes ethisches Versagen von Chinas Transplantationssystem.

#### China erhöht Anzahl der anerkannten Transplantationszentren
Am 7. Mai erklärte Huang Jiefu, Leiter des Komitees für Organspende und Organtransplantation, auf einer Konferenz in Peking, dass China in den nächsten fünf Jahren zu den bisherigen 173 lizenzierten Krankenhäusern, die Organtransplantationen durchführen, weitere 300 Krankenhäuser für Organtransplantationen hinzufügen werde. Des Weiteren blieb Huang dabei, dass China auch 2016 annähernd 10.000 Organtransplantationen durchgeführt habe. Laut dem Untersuchungsbericht von David Kilgour, David Matas und Ethan Gutmann vom Juni 2016 wurden jedoch in China bereits seit dem Jahr 2000 bis 2016 in 865 Krankenhäusern Organtransplantationen durchgeführt, von denen nur 165 staatlich anerkannt waren. In diesem Zeitraum wurden in 712 Krankenhäusern jährlich zwischen 60.000 und 100.000 Nieren- und Lebertransplantationen durchgeführt (annähernd 1,5 Millionen). Das Nationale Register für Organtransplantation in Wuhan führte allein für das Jahr 2000 landesweit 34.832 Nierentransplantationen auf.

#### Transplantationskonferenz in Kunming
In Kunming fand am 5. August eine Transplantationskonferenz statt, zu der internationale Repräsentanten des Gesundheitswesen von Huang Jiefu, Direktor des Nationalkomitees für Organspenden und Organtransplantationen, eingeladen wurden. Laut Global Times, der parteieigenen Zeitung der Kommunistischen Partei Chinas, sollen diese zu den von Huang Jiefu vorgestellten Transplantationsreformen Chinas applaudiert haben.
Der Politikberater des Papstes Kurienbischof Marcelo Sanchez Sorondo soll laut GlobalTimes zu diesem Anlass gesagt haben: „China könnte ein Modell sein, das wir heute brauchen, um auf die Globalisierung zu antworten, ein Modell für die Würde und die Freiheit des Menschen, ein Modell für die Vernichtung des neuen Typs von Organsklavenhandels.“
Ein weiterer Teilnehmer war Campbell Fraser, Experte für Organhandel der Griffith University in Australien. Laut Global Times sagte Fraser, dass das in China entwickelte Modell „ein Beispiel für andere Länder ist und das Fundament für eine ethische Praktik gegen Organhandel“ beinhalte. Obwohl alle Anschuldigen bezüglich des Organraubs an lebenden Falun-Gong-Praktizierenden in der Volksrepublik China von westlichen Ermittlern stammen, von denen keiner Falun Gong praktiziert, wie Kirk Allison, Edward McMillan-Scott, David Kilgour, David Matas, Ethan Gutmann und andere, soll Fraser gegenüber The Star, einer malaysischen Tageszeitung, die der Malaysian Chinese Association gehört, gesagt haben, dass „Falun Gong aus rein politischen Zwecken, Geschichten über Organraub an ihren Anhängern“ fabriziere.
Ein weiterer Teilnehmer der Transplantationskonferenz war Francis Delmonico, der Huang Jiefus Plan, dass China ab 2020 die Nummer eins in der Welt für Organtransplantationen sei und die USA ablösen werde, mit den Worten bestätigte: „Dieser Wechsel ist sehr real, sehr echt und sehr versiert. Das sind keine Gerüchte und die Unterstützung der Regierung ist sehr real.“ Delmonica wurde bereits im Februar auf der Konferenz zum „Internationalen Organhandel und Transplantationstourismus“ im Vatikan von Ethan Gutmann kritisiert, da er mit Huang Jiefu kollaboriere, um Chinas Pläne international zu fördern, statt auf die realen Ereignisse hinzuweisen, die in China geschehen. Laut Gutmann wollen Delmonico und Huang zusammen „die Geschichte verbrennen, die Leichen verbrennen, sodass diese nie mehr wieder gesehen werden“. Obwohl Delmonico beständig auf das ethische Verhalten Chinas hinweist und behauptet, dass China seit 2015 keine Gefangenen mehr als Organlieferanten verwendet, sagte er 2016 vor dem Kongressausschuss der Vereinigten Staaten unter Eid aus, dass China diese Praktik immer noch nicht aufgegeben habe.
Auch Philip O’Connell, der ehemalige Präsident der Transplantationsgesellschaft, soll laut The Star gesagt haben, dass Falun Gongs Anschuldigungen grundlos seien. Allerdings hatte Philip O’Connel bereits 2016 auf einer Pressekonferenz gegenüber der New York Times in Hongkong erklärt, dass die Praxis, Organe von exekutierten Gefangenen zu entnehmen, ein Schock für die gesamte Welt gewesen sei. O’Connell wies darauf hin: „Niemand kann meine Worte, die ich an Chinas Repräsentanten gerichtet habe, in der Weise interpretieren, dass die Transplantationsgesellschaft das [chinesische] System akzeptiere. Sie mögen es sagen, doch ist dies nicht die Wahrheit.“
Ärzte aus der ganzen Welt kritisierten stark, dass die Repräsentanten der Gesundheitsorganisationen die Behauptungen der Transplantationsreformen willkommen hießen, ohne dass ausreichende Untersuchungen der erzwungenen Organgewinnung von Gewissensgefangenen durchgeführt wurden. Der Veranstalter und Hauptredner der Konferenz Huang Jiefu verhielt sich erneut so, als wisse er nichts von diesem Organraub, obwohl er selbst bereits 2005 zugegeben hatte, dass dieser existiere. Kürzliche Ankündigungen einer „Sonderwirtschaftszone“ auf der Insel Hainan lösten weitere Besorgnis über die unmittelbar bevorstehende Ausweitung des Transplantationstourismus nach China aus. Torsten Trey, Direktor von DAFOH fragte: „Kann einer der Organisatoren garantieren, dass keine Organe von Gewissensgefangenen in das öffentliche Organspendesystem kanalisiert werden? Wenn nicht, ist jede Anerkennung verfrüht.“
Laut Trey dürfe unbegründeten Behauptungen nicht mit blindem Glauben entgegnet werden, sonst würde sich für eine unbestimmte Anzahl Gewissensgefangene „der sogenannte ‚chinesische Traum‘ in Chinas Transplantationszentren zu einem Alptraum“ wenden. Denn obwohl China behauptete, dass ab 2015 keine Organe von hingerichteten Gefangenen mehr verwendet werden würden, wurde das Gesetz von 1984, das diese Praktik erlaubt, bis heute nicht aufgehoben. „Es ist unvorstellbar“, so Trey, „dass renommierte Gesundheitsorganisationen ihre Aufmerksamkeit nur auf angebliche Reformen beschränken, während das Schicksal und die Organbeschaffung von Gewissensgefangenen unerwähnt, ungeprüft und ungelöst bleibt.“

### 2019
Vorwürfe der Datenfälschung: Obwohl chinesische Behörden bereits 2010 ankündigten, dass das Land von der Verwendung von Gefangenen als Organquelle abrücken und sich vollständig auf freiwillige Spenden verlassen werde, und 2015 erneut versicherten, dass freiwillige Spender die einzige Quelle für Organtransplantationen in China seien, weisen Kritiker auf Beweise für eine systematische Fälschung von Daten im Zusammenhang mit freiwilligen Organspenden hin, was die Reformansprüche Chinas in Frage stellt.
Im November 2019 berichtete BMC Medical Ethics über eine Analyse von Daten zu freiwilligen Organtransplantationen von 2010 bis 2018. Die Datensätze stammten aus zwei nationalen Quellen, mehreren untergeordneten Jurisdiktionen und aus einzelnen chinesischen Krankenhäusern. Die Forscher fanden überzeugende Beweise für „vom Menschen gesteuerte Datenherstellung und -manipulation“ in den nationalen Datensätzen sowie für „widersprüchliche, unplausible oder anomale Datenartefakte“ in den Datensätzen der Provinzen, was darauf hindeutet, dass die Daten „möglicherweise manipuliert wurden, um die Einhaltung der zentralen Quoten durchzusetzen“. Unter anderem wurde festgestellt, dass die angebliche Wachstumsrate der freiwilligen Spenden „fast genau einer mathematischen Formel entsprechen“ und mit nahezu perfekter Modellparsimonie von einer einfachen quadratischen Gleichung abgeleitet wurde. Diese Ergebnisse scheinen die offiziellen Behauptungen über das Ausmaß der freiwilligen Organspenden in China zu untergraben. Die Untersuchung kam zu dem Schluss, dass eine Vielzahl von Fakten nur durch eine „systematische Fälschung und Manipulation offizieller Organtransplantationsdatensätze in China“ plausibel erklärt werden können. Des Weiteren führten die Ermittler an, dass auch „einige offenbar nicht freiwillige Spender fälschlicherweise als freiwillig eingestuft werden“. Dies geschehe neben echter freiwilliger Organtransplantationstätigkeit, die oft durch hohe Barzahlungen gefördert wird, was jedoch nach WHO-Standard nicht erlaubt ist.
In einer Antwort, die von der staatlichen Nachrichtenagentur Global Times veröffentlicht wurde, entgegneten chinesische Gesundheitsbeamte, dass die Organtransplantationsdaten jeder Nation an ein Modell angepasst werden könnten. Wang Haibo, Leiter des China Organ Transplant Response System, das für die Zuteilung von Organen verantwortlich ist, verteidigte die Richtigkeit der chinesischen Transplantationsdaten mit den Worten, dass „die Daten aller Länder in eine Gleichung passen könnten“.
Die Autoren des BMC-Berichtes weisen jedoch darauf hin, dass Chinas Modellparsimonie um ein bis zwei Größenordnungen glatter ist als die jeder anderen Nation, selbst derjenigen, die ein rasantes Wachstum im Bereich der Organtransplantation erlebt haben.

### 2021
UN-Experten berichten, dass in China inhaftierten Dissidenten Organe unfreiwillig entnommen werden: Der Spiegel berichtete am 15. Juni 2021, dass UN-Experten über glaubwürdige Informationen verfügen sollen, dass chinesischen Häftlingen gegen ihren Willen Organe entnommen werden. UN-Sonderberichterstatter und die UN-Arbeitsgruppe gegen willkürliche Inhaftierungen sehen diese Vorwürfe als „extrem alarmierend“ an. Laut den Experten soll sich die erzwungene Organentnahme in China auf Angehörige bestimmter ethnischer, sprachlicher oder religiöser Minderheiten beziehen, die an unterschiedlichen Orten inhaftiert sind. Die Inhaftierung selbst soll oftmals geschehen, ohne dass den Gefangenen die Gründe für die Verhaftung erläutert werden oder sogar Haftbefehle vorliegen. Des Weiteren weisen die UN-Experten darauf hin, dass die Häftlinge offenbar zu Blut- und Ultraschalltests sowie Röntgenaufnahmen gezwungen werden, und die Untersuchungsergebnisse in einer Transplantationsdatenbank gelangen sollen. Die am häufigsten entnommenen Organe sind den UN-Experten zufolge Nieren, Lebern, Herzen und Augenhornhäute, und die Opfer neben Mitgliedern der in China von der KP Chinas verbotenen spirituellen Bewegung Falun Gong auch Uiguren, Tibeter, Muslime und Christen. Ein Sprecher der chinesischen Vertretung in Genf warf den UN-Experten einerseits Verleumdung vor und andererseits, dass es diesen UN-Experten an „rudimentärem Denk- und Urteilsvermögen“ mangele und sie auf die „Desinformation anti-chinesischer separatistischer Kräfte“ und der Falun-Gong-Bewegung hereingefallen seien. Nach Angaben der UN-Experten kritisierten die Vereinten Nationen bereits 2006 und 2007 gegenüber der chinesischen Regierung die Anschuldigungen des Organraub (damals ausschließlich an Falun-Gong-Praktizierenden). Peking habe auch damals keine ausreichenden Daten über die Herkunft der Transplantationsorgane geliefert.

## Wartezeiten

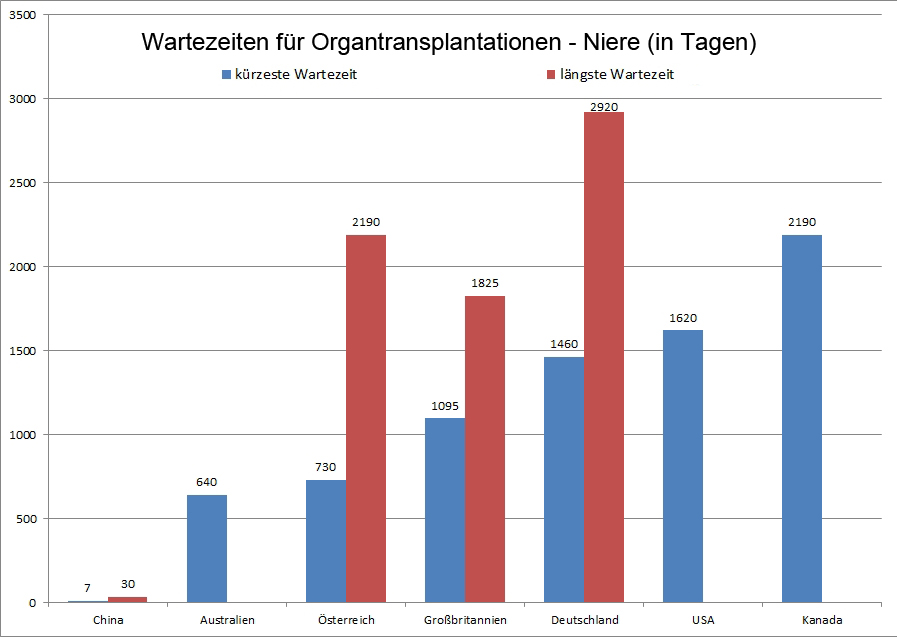
Wartezeiten für Nierentransplantationen

China hat mit Abstand die kürzesten Wartezeiten für Organtransplantationen und Untersuchungen gehen davon aus, dass die Hinrichtung von Häftlingen wegen der Verwendung ihrer Organe auf Abruf geschieht, sobald ein Organempfänger diese benötigt. Transplantationstouristen berichteten, dass sie in China innerhalb weniger Tage nach ihrem Eintreffen eine Spenderniere erhielten. In einem Fall berichtete ein Patient, dass ihm 2003 im Ersten Volkskrankenhaus in Shanghai für 20.000 USD innerhalb einer Woche vier Nieren transplantiert worden waren, die jedoch alle abgestoßen wurden. Zwei Monate später reiste er erneut nach China und erhielt noch vier weitere Nierentransplantationen, bis schließlich die Blut- und Gewebeverträglichkeit der achten Niere hoch genug war. Der Kilgour-Matas-Untersuchungsbericht zitiert das Internationale Transplantationsunterstützungszentrum Chinas, das auf seiner Webseite aussagte, es würde im Regelfall nur eine Woche dauern, um einen geeigneten Organspender (Niere) zu finden, allerhöchstens einen Monat. Für internationale Patienten ist es möglich, ihre Operationen in China im Voraus zu planen, was in Systemen, die auf freiwillige Organspenden angewiesen sind, nicht möglich ist.
Im Vergleich der Wartezeiten für Transplantationsorgane in China liegen die durchschnittlichen Wartezeiten für Organtransplantationen in Australien zwischen 6 Monaten und 4 Jahren, und in Großbritannien zwischen 3 und 5 Jahren, In den Vereinigten Staaten beträgt die Wartezeit durchschnittlich 4,5 Jahre (Niere) und in Kanada 6 Jahre. Für Nieren betragen die Wartezeiten in Deutschland zwischen 4 und 8 Jahre, und in Österreich zwischen 2 und 6 Jahre.